# 헝가리 U-18 축구 국가대표팀
헝가리 U-18 축구 국가대표팀(헝가리어: Magyar U18-as labdarúgó-válogatott)은 헝가리를 대표하는 18세 이하의 축구 국가대표팀으로, 헝가리의 축구 관리 기관인 헝가리 축구 협회의 관리를 받는다.